# 科爾貝條約

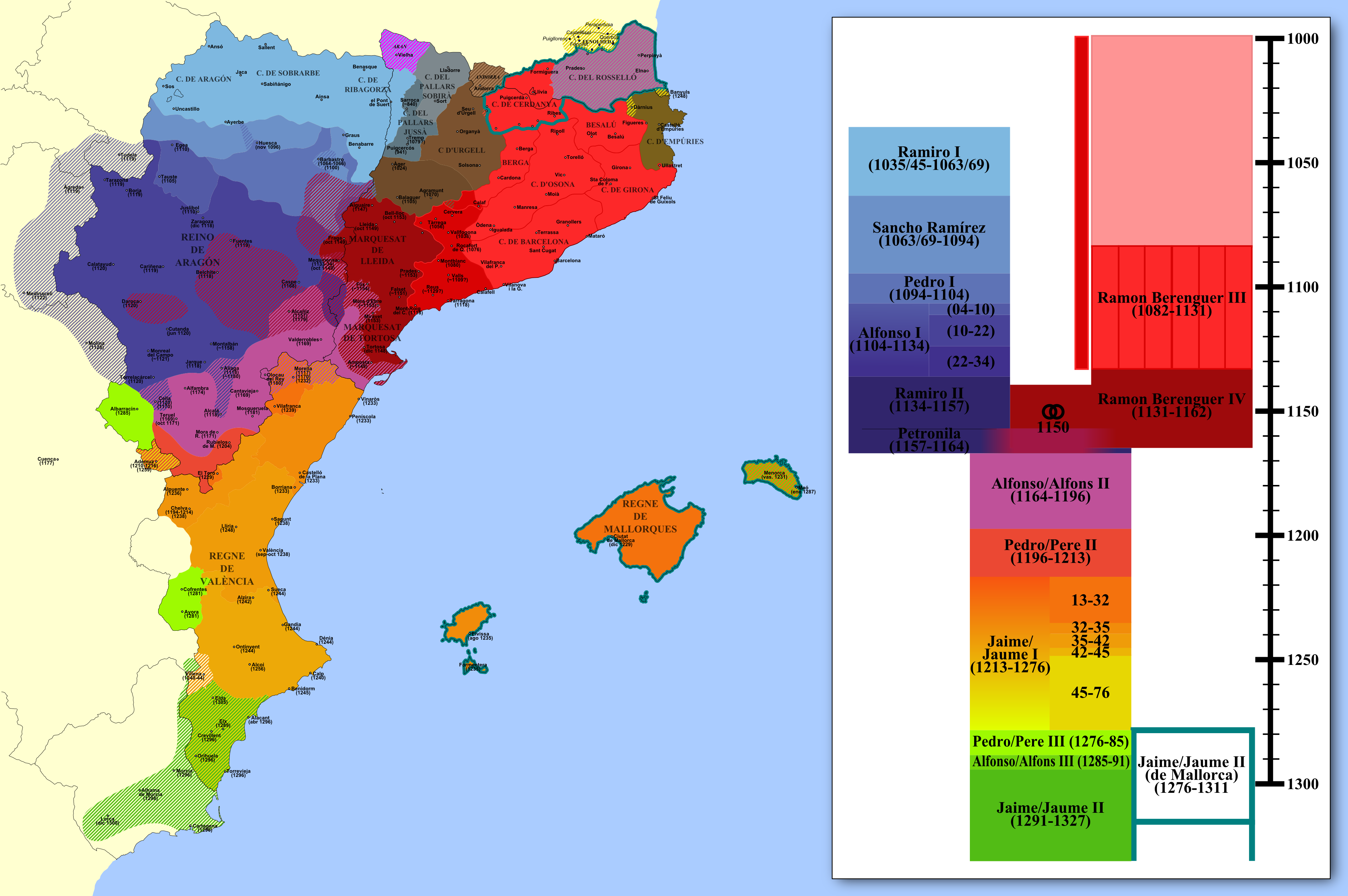
阿拉贡联合王国的领土扩张，北部为蒙彼利埃-鲁西永

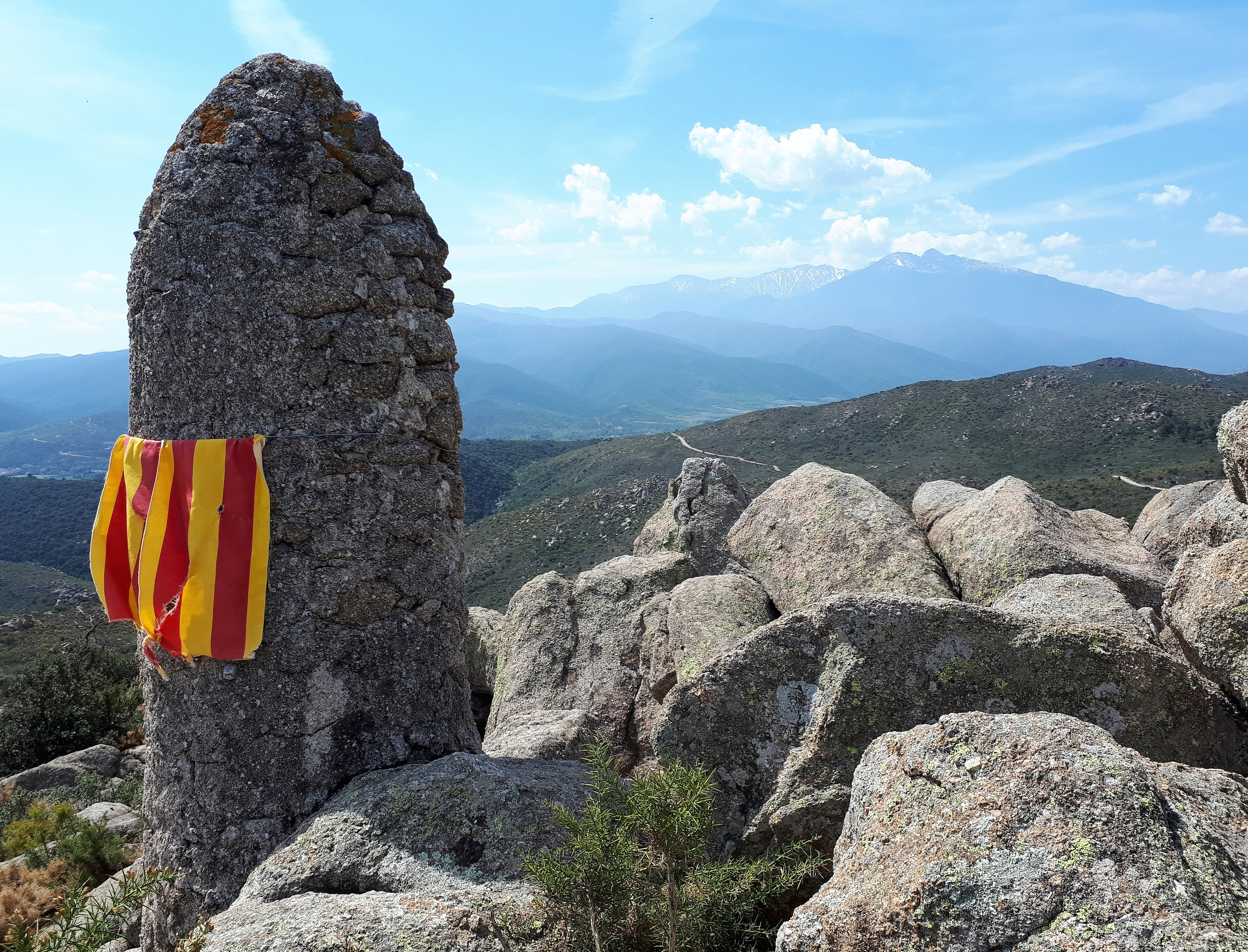
科尔贝条约规定的阿拉贡和法兰西之边界界石

《科尔贝条约》（英语：Treaty of Corbeil；西班牙语：Tratado de Corbeil；法语:Traité de Corbeil；加泰罗尼亚语：Tractat de Corbeil）是1258年5月11日由法兰西国王路易九世（Louis IX）与阿拉贡国王海梅一世（James I）在科尔贝（Corbeil，今法兰西岛大区的科尔贝-埃松市）签署的协议。

## 条约内容
法兰西国王作为查理曼继承者的身份，需放弃对历史上称为“西班牙边疆区”（Hispanic March）的封建宗主权。该地区涵盖加洛林时期哥特边疆区（March of Gothia）的残余部分，即12世纪后地理意义上的加泰罗尼亚。阿拉贡王国则需放弃对法国南部多处领地的宣称。

### 法王放弃的权利
路易九世正式承认阿拉贡对加泰罗尼亚地区的直接统治，不再主张其作为查理曼时代边疆区的历史宗主权。

### 阿拉贡放弃的领地
- 领土：弗努耶迪拉泽斯（Fenouillet-du-Razès）、佩尔佩蒂斯（Peyrepertuse）；
- 城堡：皮伊洛朗（Puilaurens）、菲努耶（Fenouillet）、科迪耶斯德弗努耶德（Castellfisel）、佩尔佩蒂斯城堡、克里比城堡（Quéribus）；
- 宗主权：图卢兹、圣吉尔、凯尔西、纳博讷、阿尔比、卡尔卡松（1213年起属图卢兹伯国）、拉泽、贝济耶、洛拉盖、泰尔姆、梅内尔布（1179年封予贝济耶的罗杰三世）；阿格德与尼姆（其子爵自1112年起为巴塞罗那伯国封臣）；鲁埃格、米约与热沃当（源自普罗旺斯女伯爵杜斯一世的继承权）。

### 阿拉贡保留的领地
卡尔拉子爵领（Carlat）、蒙彼利埃领（Montpellier）及奥姆拉斯男爵领（Aumelas）。

### 争议
海梅一世在1258年7月16日批准条约时，拒绝放弃对富瓦伯国（County of Foix）的封建权利，理由是该地区从未隶属法王宗主权。此条款最终被排除在条约之外。

### 联姻与继承安排
海梅一世之女伊莎贝拉与路易九世之子腓力（即后来的腓力三世）联姻，以巩固同盟。
1258年7月17日，海梅一世宣布放弃对普罗旺斯伯国（时为帝国封地）的继承权，转由其叔父普罗旺斯伯爵拉蒙·贝伦格尔四世（1245年去世）之女玛格丽特（法王路易九世之妻）继承。

## 影响
条约永久切断了巴塞罗那家族与法国南部的政治联系，导致加泰罗尼亚与朗格多克（Languedoc）的文化经济纽带逐渐淡化。普罗旺斯最终转入卡佩王朝安茹支系（Capetian House of Anjou），后因该支系绝嗣，于1481年并入法兰西王国。
法兰西借此巩固南部边界，集中资源应对与英格兰的金雀花王朝对抗；阿拉贡将扩张重心转向地中海，为13-14世纪征服西西里、撒丁岛及希腊地区奠定基础。